# 26331 Kondamuri
26331 Kondamuri este un asteroid din centura principală de asteroizi.

## Descriere
26331 Kondamuri este un asteroid din centura principală de asteroizi. A fost descoperit pe 21 noiembrie 1998 la Socorro, New Mexico, în cadrul proiectului LINEAR. Asteroidul prezintă o orbită caracterizată de o semiaxă mare de 2,33 ua, o excentricitate de 0,13 și o înclinație de 5,9° în raport cu ecliptica.